# József Katona (nuotatore)
József Katona (Eger, 12 settembre 1941 – 26 dicembre 2016) è stato un nuotatore ungherese.

## Carriera
Specializzato nello stile libero, si è laureato campione europeo sulla distanza dei 1500m ai campionati di Lipsia 1962.

## Palmarès
- Europei

Budapest 1958: argento nella 4x200m stile libero e bronzo nei 200m stile libero.
Lipsia 1962: oro nei 1500m stile libero.